# Casimiro Flórez Canseco
Casimiro Flórez Canseco (Manzaneda de Torío, provincia de León, 1745 - Madrid, 3 de mayo de 1816), helenista español.

## Biografía
Estudió latín en San Feliz de Torío y Filosofía y Leyes en la Universidad de Salamanca al lado de su tío el doctor en Teología Alonso Canseco de Robles, catedrático de dicha Universidad y después abad de San Isidro de León. Aprendió el griego con el maestro fray Bernardo Agustín de Zamora, quien lo elogia en su Gramática griega filosófica, según el sistema del Brocense (1771) y ganó por oposición la cátedra de Griego en los Reales Estudios de San Isidro en Madrid y maestro de reputados helenistas como José Gómez Hermosilla, Saturnino Lozano y otros muchos. Lo eligieron miembro honorario de la Real Academia Española en 1792 y académico de número en 1802.
Inició la nefasta y perezosa costumbre de reeditar o remozar viejas traducciones de helenistas españoles en vez de hacerlas él mismo y redactarlas en la lengua de su tiempo. Así hizo al reimprimir la Poética de Aristóteles vertida por Alonso Ordóñez das Seijas y Tovar (1778), y una versión bilingüe del Jenofonte de Diego Gracián de Alderete (1781). En ambas, especialmente en la primera, enmendó al menos y aun tradujo de nuevo algunos lugares mal entendidos por los intérpretes antiguos. Reimprimió asimismo la Tabla de Cebes traducida por Pedro Simón Abril, añadiendo una traducción propia del Sueño de Luciano de Samosata, única traducción suya que se le puede atribuir.
Es autor de una muy rara Carta de Aristeo Mantuano al P. M. Fr. Juan de Cuenca, de la Orden de San Jerónimo, contra la Gramática griega de dicho padre, muy favorecido por Manuel Godoy y a la que sacó errores sonrojantes. Logró Canseco que no se adoptase como libro de texto la Gramática de Cuenca, pero éste logró que el poderoso Campomanes, presidente a la sazón del Consejo de Castilla, mandase recoger todos los ejemplares existentes del folleto y prohibiese su circulación, por lo que los ejemplares existentes que han llegado hasta nosotros son escasos. En 1815 tuvo que dejar Caseco su cátedra de griego por haber vuelto los jesuitas y falleció poco después.

## Obras
- Trad. de Luciano de Samosata, El Sueño de Luciano Samosatense, que es la vida de Luciano: y la Tabla de Cebes, Philósopho Thebano, en Griego y español. Ilustrada con Notas, y la Análysis Gramatical, para provecho de los que se aplican a la Lengua Griega... Madrid: Antonio de Sancha, 1778.
- Carta de Aristeo Mantuano al P. M. Fr. Juan de Cuenca, de la Orden de San Jerónimo, MAdrid: Imprenta Real.
- Ed. de La Poetica de Aristoteles dada a nuestra lengua castellana por Don Alonso Ordoñez das Seijas y Tobar ... ; añadese nuevamente el texto griego, la versión latina y notas de Daniel Heinsio, y las del Abad Batteux traducidas del francés ; y se ha suplido y corregido la traducción castellana por... Don Casimiro Florez Canseco, Madrid: Sancha, 1778.